# Kurt Sprengel
Kurt (Curt, Curtius) Polycarp Joachim Sprengel, född 3 augusti 1766 i Boldekow vid Anklam, död 15 mars 1833 i Halle an der Saale, var en tysk läkare och botaniker. Han var brorson till Christian Konrad Sprengel.

## Biografi
Sprengel blev 1787 medicine doktor, 1789 extra ordinarie och 1795 ordinarie professor i medicin i Halle an der Saale, där han även var praktiserande läkare, och 1797 professor i botanik där.
Inom botaniken skrev Sprengel Anleitung zur Kenntniss der Gewächse (1802–1804; ny upplaga i tre band 1817–1818) och Von dem Bau und der Natur der Gewächse (1812; "Om växternas byggnad och natur", 1820, översatt av Hans Magnus Rönnow), arbeten, genom vilka han väckte det första allmännare intresset i Tyskland för växtanatomi och växtfysiologi, Historia rei herbariæ (två band, 1807–1808), Geschichte der Botanik (två band, 1817–1818) och Flora Halensis (andra upplagan, två delar, 1832) samt översatte Theofrastos Historia (1822).
Sprengel utgav "Gartenzeitung" (fyra band, 1804–1806) och (tillsammans med Heinrich Adolph Schrader och Heinrich Friedrich Link) "Jahrbücher der Gewächskunde" (1818–1820), "Neue Entdeckungen im ganzen Umfang der Pflanzenkunde" (tre delar, 1820–1822) och Carl von Linnés "Systema vegetabilium" (1825–1828; 16:e upplagan). Sprengel invaldes som utländsk ledamot av svenska Vetenskapsakademien 1810.
Auktorsnamnet Spreng. kan användas för Kurt Sprengel i samband med ett vetenskapligt namn inom botaniken; se Wikipediaartiklar som länkar till auktorsnamnet.